# 間下鱵
间下鱵（学名：Hyporhamphus intermedius）为鱵科下鱵鱼属的鱼类。分布于印度洋北部沿岸、东到日本、南至新西兰以及渤海、黄海、东海、南海等水域及其附近江河和内河等海域，属于暖水性近海鱼类。其常生活于中上层水域以及亦生活于河口附近和进入淡水。该物种的模式产地在舟山群岛。
間下鱵以前也曾被稱為「間鱵」(即 )，但已被統一更正。